# Maxim Andrejewitsch Schabalin
Maxim Andrejewitsch Schabalin (russisch Максим Андреевич Шабалин, * 25. Januar 1982 in Kuibyschew) ist ein ehemaliger russischer Eiskunstläufer, der im Eistanz startete.

## Leben
Die Eltern von Maxim Schabalin heißen Olga Wassiljewna und Andrej Wladimirowitsch Schabalin. Er hat eine jüngere Schwester namens Olesja Andrejewna Schabalina.
Schabalin begann mit dem Eiskunstlaufen im Alter von fünf Jahren. Im Alter von fünfzehn Jahren verließ er die Sowjetunion, um in Bulgarien mit Margarita Totewa zu trainieren. Das Paar startete auch für Bulgarien. Er kehrte allerdings 1999 nach Russland zurück, um mit zunächst mit Jelena Chaliawina zu starten (für Russland). Schabalin/Chaliawina belegten bei den Eiskunstlauf-Juniorenweltmeisterschaften 2001 den dritten und ein Jahr später den zweiten Platz. Sie trainierten bei Oleg Sudakow.
Im Frühling 2002 machte er ein Probetraining mit Oxana Domnina. Aus diesem Probetraining wurde mehr und das Paar startete fortan gemeinsam. Bereits in ihrer ersten gemeinsamen Saison wurden sie Juniorenweltmeister und gewannen auch alle anderen Wettbewerbe, an denen sie teilnahmen. Ebenso konnten sie sich durch ihren dritten Platz bei den russischen Meisterschaften für die Welt- und Europameisterschaften qualifizieren.
2005 wurden sie in Abwesenheit der amtierenden Welt- und Europameister Tatjana Nawka und Roman Kostomarow erstmals russische Meister im Eistanzen werden. Auch bei den internationalen Wettkämpfen konnten sie sich stetig verbessern. Im darauffolgenden Jahr wurden sie wieder zweite bei den russischen Meisterschaften hinter Nawka/Kostomarow. Bei den Olympischen Spielen in Turin konnten sie den achten Rang belegen.
2007 errangen Domnina/Schabalin erstmals eine Medaille bei Europameisterschaften, als sie hinter Isabelle Delobel und Olivier Schoenfelder den zweiten Rang belegten. In diesem Jahr wurden sie wiederum auch russische Meister. In derselben Saison konnten sie auch erstmals den ersten Platz bei einem Grand Prix (Cup of China) erlangen.
In der Saison 2007/08 gewannen sie sowohl den Cup of Russia, als auch das Grand-Prix-Finale. An den russischen Meisterschaften konnten sie jedoch aufgrund einer Verletzung Schabalins nicht teilnehmen, wurden aber trotzdem vom russischen Verband für die Europa- und Weltmeisterschaften als Teilnehmer vorgesehen. Bei den Europameisterschaften belegten Domnina und Schabalin sowohl nach dem Pflichttanz, als auch nach dem Originaltanz den zweiten Platz. Mit einer überragenden Kür konnten sie allerdings die vor ihnen liegenden Franzosen Delobel / Schoenfelder noch abfangen und wurde das erste Mal in ihrer Karriere Europameister. Die anschließenden Weltmeisterschaften musste das Paar aufgrund eines Wiedererstarkens der Verletzung Schabalins absagen.
Domnina/Schabalin starten für die Ice Skating School Odinzowo. Das Paar trainierte lange Zeit bei Alexei Gorschkow in Domninas Heimatstadt Odinzowo, Oblast Moskau. Wechselte aber nach der Saison 2007/08 ihre Trainer und trainieren nun bei den ehemaligen Olympiasiegern Natalja Linitschuk und Gennadi Karponossow in den USA.
In der Saison 2008/09 gewannen Domnina / Schabalin den Cup of China und belegten den zweiten Rang beim Cup of Russia. Beim Grand Prix Finale wurden sie Zweite hinter Delobel / Schoenfelder. Die russischen Meisterschaften musste das Paar abermals absagen. Nach einem Sturz Maxim Schabalins im Pflichttanz der Europameisterschaft beendet das Paar den Wettkampf aufgrund einer erneuten Verletzung an Schabalins Knie. Bei den anschließenden Weltmeisterschaften gewannen sie die Goldmedaille.
Im darauffolgenden Jahr gewannen Domnina / Schabalin erneut die Europameisterschaft, ehe sie bei den olympischen Spielen in Vancouver die Bronzemedaille erringen konnten. Nach diesem Erfolg traten sie vom Amateursport zurück.
Im November 2010 heiratete Schabalin die russische Schauspielerin Irina Grinewa.

## Ergebnisse

### Eistanz
(mit Oxana Domnina)
| Wettbewerb / Jahr              | 2003  | 2004  | 2005  | 2006  | 2007  | 2008  | 2009  | 2010  |
| ------------------------------ | ----- | ----- | ----- | ----- | ----- | ----- | ----- | ----- |
| Olympische Winterspiele        |       |       |       | 9.    |       |       |       | 3.    |
| Weltmeisterschaften            | 15.   | 10.   | 8.    | 7.    | 5.    |       | 1.    |       |
| Europameisterschaften          | 12.   | 7.    | 6.    | 6.    | 2.    | 1.    | Z     | 1.    |
| Juniorenweltmeisterschaften    | 1.    |       |       |       |       |       |       |       |
| Russische Meisterschaften      | 3.    | 2.    | 1.    | 2.    | 1.    |       |       | 1.    |
| –                              |       |       |       |       |       |       |       |       |
| Grand-Prix-Wettbewerb / Saison | 02/03 | 03/04 | 04/05 | 05/06 | 06/07 | 07/08 | 08/09 | 09/10 |
| Grand-Prix-Finale              |       |       |       | 5.    | 3.    | 1.    | 2.    |       |
| Skate America                  |       |       |       | 3.    |       |       |       |       |
| Skate Canada                   |       | 6.    |       |       |       |       |       |       |
| Cup of Russia                  |       | 6.    | 4.    | 3.    | 2.    | 1.    | 2.    |       |
| Cup of China                   |       |       | 4.    |       | 1.    | 2.    | 1.    |       |

- Z = Zurückgezogen